# Acis valentina
Acis valentina je vrsta lukovičaste cvjetnice iz porodice Amaryllidaceae, porijeklom iz istočne Španjolske. Njegovi bijeli cvjetovi pojavljuju se u jesen. Može se uzgajati kao ukrasna lukovica, ali je možda potrebna zaštita od jakog mraza.

## Opis
Acis valentina obično nije veća od 12. cm visok. Cvjeta u jesen, a listovi nalik nitima pojavljuju se nakon cvjetova. Cvjetovi mogu biti pojedinačni ili u skupinama od dva ili tri. Cvijet ima šest mliječno bijelih latica, 8–14 mm dugi, svaki s oštrim vrhom na vrhu (barem kod vanjske tri). Acis valentina na nekoliko načina podsjeća na proljetnocvjetajuću biljku Acis nicaeense, uključujući i šesterorežnjeviti disk u podnožju jajnika.

## Taksonomija
Acis valentina prvi je opisao 1914. godine Carlos Pau, kao Leucojum valentinum. Prebačen je u rod Acis, zajedno s drugim vrstama Leucojum, 2004. godine. Čini se da mu je najbliži rođak Acis ionica, koja raste na Balkanu.

## Rasprostranjenost i stanište
Izvorno područje rasprostranjenosti Acis valentina je istočna Španjolska, sjeverno od Valencije. Također je zabilježeno da se pojavljuje na Jonskim otocima u Grčkoj; međutim, ove biljke su sada pripisane vrsti Acis ionica. Nalazi se na kamenitim pašnjacima.

## Uzgoj
Acis valentina se uzgaja kao lukovica koja cvjeta u jesen, ali može zahtijevati zaštitu, na primjer u alpskom vrtu.